# Aura (medicina)

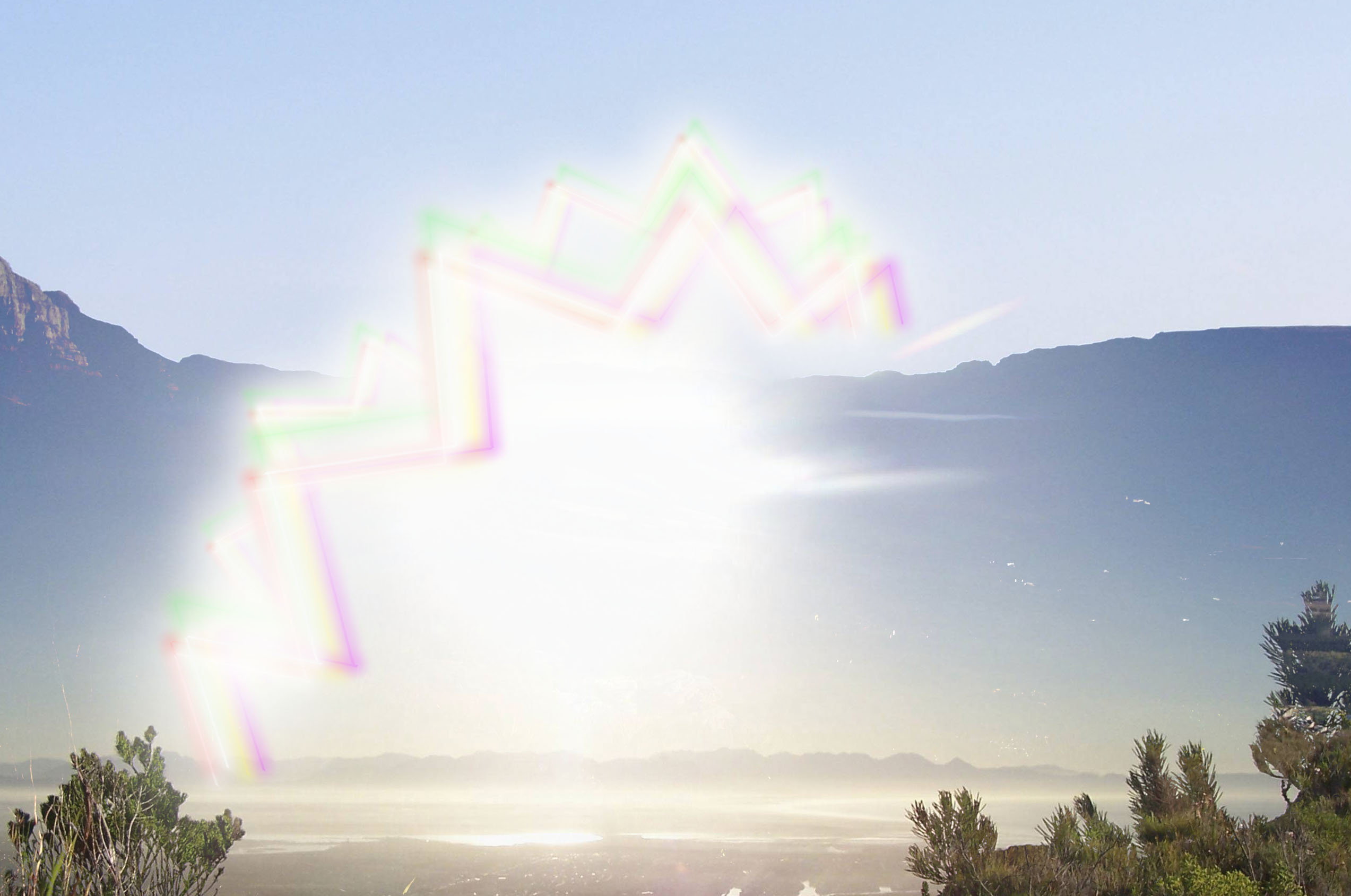
Concepção artística da aura em zique-zague da enxaqueca com aura

Aura é o termo associado às sensações que antecedem convulsões e ou crises de enxaqueca, e que permitem ao paciente o conhecimento de sua iminência.  A aura corresponde a uma das etapas da cefaleia enxaquecosa clássica. Corresponde ao período imediatamente posterior ao estágio inicial, o pródromo, e anterior à dor de cabeça em si. A dor de cabeça é seguida pelo pósdromo. A aura não ocorre na cefaleia enxaquecosa comum; onde a dor de cabeça segue-se imediatamente ao pródomo. 
A aura tem duração típica de uma hora e é caracterizada por várias sensações de advertência que incluem: distúrbios visuais - entre eles lampejos de luz e embaçamento da visão;  má coordenação motora; rigidez, formigamento e dormências pelo corpo;  dificuldades na concentração e na fala, entre outros. 

## Correlação com outras doenças
Diversos estudos apontam para uma correlação significativa entre a enxaqueca com aura e problemas cardiovasculares. Embora existam vários mecanismos associados conjuntamente a pacientes diagnosticados com enxaqueca com aura e problemas cardiovasculares, ainda não há estudos que comprovem essa relação. No entanto, um desses mecanismos de predisposição genética vem sendo apontado como relevante. Devido à forte correlação entre Enxaqueca com Aura e Problemas Cardiovasculares, diversos médicos têm recomendado para quem é diagnosticado positivamente para enxaqueca com aura, evitar o tabagismo, o uso da pílula anticoncepcional, o sedentarismo e a obesidade.